# Teofane di Antiochia
Teofane di Antiochia (... – Costantinopoli, 685-687) è stato patriarca della Chiesa di Antiochia dal 681 al 685 (o al 687).

## Biografia
Fu abate del monastero di San Pietro De Tremilio (o ad Baias) in Sicilia. Nel 680 fu inviato da papa Agatone a Costantinopoli, insieme ad altri legati, per partecipare al III concilio ecumenico. Al concilio difese il Ditelismo, dottrina cristologica delle due volontà in Gesù Cristo, quella divina e quella umana, contro l'eresia Monotelita. Tra i ferventi sostenitori del Monotelismo vi era anche Macario, patriarca di Antiochia. Al concilio prevalse la dottrina delle due volontà in Cristo, Macario venne dunque deposto da Patriarca e inviato a Roma in penitenza. Al suo posto fu eletto Teofane.
Poiché dal 637 gli arabi avevano conquistato Antiochia, i Patriarchi di Antiochia, avevano stabilito la loro sede in esilio a Costantinopoli. Dalla capitale dell’impero Teofane resse la sede di Antiochia fino alla morte, avvenuta tra il 685 ed il 687. Pur non godendo di un culto particolare, la Chiesa ortodossa  lo ricorda nella festa della Commemorazione dei santi padri del VI concilio ecumenico il 23 gennaio.